# Rolando Blackman
Rolando „Ro” Antonio Blackman (ur. 26 lutego 1959 w mieście Panama, Panama) – amerykański koszykarz panamskiego pochodzenia, były gracz ligi NBA, uczestnik spotkań gwiazd NBA.

## Kariera
Został wybrany przez Dallas Mavericks z numerem 9. w drafcie 1981 i spędził w tym klubie 11 sezonów. Już w swoim pierwszym sezonie zdobywał średnio 13 punktów w meczu. W następnym roku zdobywał już ponad 17,7 pkt., aby w kolejnym roku ustanowić rekord w karierze zdobywając w sezonie średnio 22,4 pkt na mecz i notując 4,6 zbiorek. Między sezonami 1983/84 a 1991/92 (jego ostatni w Dallas) zawsze kończył sezon ze średnią między 18 a 22 pkt. Ostatnie dwa lata w NBA spędził w klubie New York Knicks.
Blackman czterokrotnie wystąpił w meczu gwiazd.
W sezonie 1994/1995 występował w AEK Ateny. Następnym klubem był Stefanel Mediolan. W barwach tej drużyny zdobył Mistrzostwo i Puchar Włoch. W finale Pucharu, Rolando Blackman zdobył 28 punktów i trafił 8 razy za trzy.
Jest legendą drużyny Dallas Mavericks. Numer, z którym występował – 22 został zastrzeżony.
Po zakończeniu kariery zawodniczej był asystentem trenera, najpierw w swym macierzystym klubie Mavericks, a potem w drużynie reprezentacyjnej Niemiec. W 2004 wrócił do Dallas, gdzie najpierw zajmował się analizą meczów, potem znów był asystentem trenera, a obecnie pełni funkcję dyrektora ds. rozwoju koszykarskiego.

## Osiągnięcia
Na podstawie, o ile nie zaznaczono inaczej.
NCAA
- Zawodnik Roku Konferencji Big Eight (1980)
- 3-krotny Obrońca Roku Konferencji Big Eight
- Zaliczony do:
  - I składu All-Big Eight (1979–1981)
  - III składu:
    - All-American (1981 – przez NABC)
    - All-American (1980 – przez AP)

  - składu All-Time All-Big Eight Basketball Team
  - Akademickiej Galerii Sław Koszykówki (2015)[3]
- Uczelnia zastrzegła należący do niego numer 25 (2007)

NBA
- Finalista NBA (1994)[4]
- 4-krotny uczestnik meczu gwiazd NBA (1985-1987, 1990[a])[6]
- Lider play-off w:
  - średniej zdobytych punktów (1986)[7]
  - skuteczności rzutów wolnych (1990 - wspólnie z Markiem Pricem, Billem Hanzlikiem, Johnem Paxsonem)[8]
- Klub Dallas Mavericks zastrzegł należący do niego numer 22[9]

Reprezentacja
- Członek kadry olimpijskiej na igrzyska w Moskwie (1980), które zostały zbojkotowane przez USA. Zespół wziął wtedy udział w trasie pokazowej "Gold Medal Series", występując przeciw składom NBA All-Star oraz drużynie olimpijskiej z 1976 roku[10].

Inne
- Mistrz Włoch (1996)
- Zdobywca Pucharu Włoch (1996)
- MVP Pucharu Włoch (1996)
- Finalista Pucharu Koracia (1996)